# In The Dark
"In The Dark" là một bài hát được thực hiện bởi Dev và The Cataracs, người sản xuất studio album đầu tay của Dev, The night the sun came up. Bài hát được phát hành vào ngày 25/4/2011 thông qua Universal Republic. Dev muốn thực hiện "In The Dark" như mộ bài hát sexy để chứng tỏ cô là một cô gái trưởng thành.. Bài hát đã nhận được đánh giá tích cực từ các nhà phê bình âm nhạc, người đã nhấn mạnh sản xuất vào dòng saxophone. Tuy nhiên, các nhà phê bình được chia về nội dung trữ tình của bài hát, một số được gọi là sexy, trong khi những người khác bác bỏ những phép ẩn dụ. "In The Dark" đạt được thành công thương mại ở Hoa Kỳ, đạt đỉnh ở vị trí thứ 11 trên bảng xếp hạng Billboard Hot 100. Bài hát đạt vị trí số 1 ở quốc gia Slovakia. Ngoài ra nó còn đạt vị trí số 40 liên tiếp ở các quốc gia Canada, Đan Mạch, Ireland, Scotland và Vương quốc Anh. "In The Dark" được xem như là đĩa đơn thành công nhất của Dev tính cho đến thời điểm bây giờ.

## Thành phần
"In The Dark" là một ca khúc dance-pop với saxophone hook và ảnh hưởng của Eurodance và âm nhạc Latin Dev described the song as "very flavorful" and "hot".. Lời bài hát nhấn mạnh các ổ đĩa quan hệ tình dục và để cho cảm giác sờ mó kích thích nhiều hơn qua mọi tầm nhìn.

## Video music
Video âm nhạc của bài hát có cảnh các bàn tay màu đen liên tục sờ soạng trên khắp cơ thể Dev trong khi cô đang đứng trần truồng.